# Список астероїдів (1501—1600)
| Назва                                | Тимчасове позначення | Дата відкриття    | Місце відкриття                            | Відкривач                     |
| ------------------------------------ | -------------------- | ----------------- | ------------------------------------------ | ----------------------------- |
| 1501 Бааде (Baade)                   | 1938 UJ              | 20 жовтня 1938    | Гамбурзька обсерваторія                    | Арно Артур Вахман             |
| 1502 Аренда (Arenda)                 | 1938 WB              | 17 листопада 1938 | Обсерваторія Гейдельберг-Кеніґштуль        | К. В. Райнмут                 |
| 1503 Куопіо (Kuopio)                 | 1938 XD              | 15 грудня 1938    | Турку                                      | Ірйо Вяйсяля                  |
| 1504 Лаппеенранта (Lappeenranta)     | 1939 FM              | 23 березня 1939   | Турку                                      | Отерма Люсі                   |
| 1505 Коранна (Koranna)               | 1939 HH              | 21 квітня 1939    | Республіканська обсерваторія Йоганнесбурга | Сиріл Джексон                 |
| 1506 Коса (Xosa)                     | 1939 JC              | 15 травня 1939    | Республіканська обсерваторія Йоганнесбурга | Сиріл Джексон                 |
| 1507 Вааса (Vaasa)                   | 1939 RD              | 12 вересня 1939   | Турку                                      | Отерма Люсі                   |
| 1508 Kemi                            | 1938 UP              | 21 жовтня 1938    | Турку                                      | Гейккі Алікоскі               |
| 1509 Ескланґона (Esclangona)         | 1938 YG              | 21 грудня 1938    | Обсерваторія Ніцци                         | Андре Патрі                   |
| 1510 Шарлуа (Charlois)               | 1939 DC              | 22 лютого 1939    | Обсерваторія Ніцци                         | Андре Патрі                   |
| 1511 Далера (Dalera)                 | 1939 FB              | 22 березня 1939   | Алжирська обсерваторія                     | Луї Буаєр                     |
| 1512 Оулу (Oulu)                     | 1939 FE              | 18 березня 1939   | Турку                                      | Гейккі Алікоскі               |
| 1513 Матра (Matra)                   | 1940 EB              | 10 березня 1940   | Обсерваторія Конколь                       | Дєрдь Кулін                   |
| 1514 Ricouxa                         | 1906 UR              | 22 серпня 1906    | Обсерваторія Гейдельберг-Кеніґштуль        | Макс Вольф                    |
| 1515 Перротін (Perrotin)             | 1936 VG              | 15 листопада 1936 | Обсерваторія Ніцци                         | Андре Патрі                   |
| 1516 Генрі (Henry)                   | 1938 BG              | 28 січня 1938     | Обсерваторія Ніцци                         | Андре Патрі                   |
| 1517 Беоґрад (Beograd)               | 1938 FD              | 20 березня 1938   | Белград                                    | Мілорад Протіч                |
| 1518 Рованіємі (Rovaniemi)           | 1938 UA              | 15 жовтня 1938    | Турку                                      | Ірйо Вяйсяля                  |
| 1519 Каяані (Kajaani)                | 1938 UB              | 15 жовтня 1938    | Турку                                      | Ірйо Вяйсяля                  |
| 1520 Іматра (Imatra)                 | 1938 UY              | 22 жовтня 1938    | Турку                                      | Ірйо Вяйсяля                  |
| 1521 Сейняйокі (Seinajoki)           | 1938 UB1             | 22 жовтня 1938    | Турку                                      | Ірйо Вяйсяля                  |
| 1522 Коккола (Kokkola)               | 1938 WO              | 18 листопада 1938 | Турку                                      | Отерма Люсі                   |
| 1523 Пієксамакі (Pieksamaki)         | 1939 BC              | 18 січня 1939     | Турку                                      | Ірйо Вяйсяля                  |
| 1524 Йоенсуу (Joensuu)               | 1939 SB              | 18 вересня 1939   | Турку                                      | Ірйо Вяйсяля                  |
| 1525 Савонлінна (Savonlinna)         | 1939 SC              | 18 вересня 1939   | Турку                                      | Ірйо Вяйсяля                  |
| 1526 Міккелі (Mikkeli)               | 1939 TF              | 7 жовтня 1939     | Турку                                      | Ірйо Вяйсяля                  |
| 1527 Мальмквіста (Malmquista)        | 1939 UG              | 18 жовтня 1939    | Турку                                      | Ірйо Вяйсяля                  |
| 1528 Конрада (Conrada)               | 1940 CA              | 10 лютого 1940    | Обсерваторія Гейдельберг-Кеніґштуль        | К. В. Райнмут                 |
| 1529 Отерма (Oterma)                 | 1938 BC              | 26 січня 1938     | Турку                                      | Ірйо Вяйсяля                  |
| 1530 Рантасеппа (Rantaseppa)         | 1938 SG              | 16 вересня 1938   | Турку                                      | Ірйо Вяйсяля                  |
| 1531 Гартмут (Hartmut)               | 1938 SH              | 17 вересня 1938   | Обсерваторія Гейдельберг-Кеніґштуль        | Альфред Борман                |
| 1532 Інарі (Inari)                   | 1938 SM              | 16 вересня 1938   | Турку                                      | Ірйо Вяйсяля                  |
| 1533 Саймаа (Saimaa)                 | 1939 BD              | 19 січня 1939     | Турку                                      | Ірйо Вяйсяля                  |
| 1534 Нясі (Nasi)                     | 1939 BK              | 20 січня 1939     | Турку                                      | Ірйо Вяйсяля                  |
| 1535 Пяйянне (Paijanne)              | 1939 RC              | 9 вересня 1939    | Турку                                      | Ірйо Вяйсяля                  |
| 1536 Пієлінен (Pielinen)             | 1939 SE              | 18 вересня 1939   | Турку                                      | Ірйо Вяйсяля                  |
| 1537 Трансильванія (Transylvania)    | 1940 QA              | 27 серпня 1940    | Обсерваторія Конколь                       | Дюло Штроммер                 |
| 1538 Detre                           | 1940 RF              | 8 вересня 1940    | Обсерваторія Конколь                       | Дєрдь Кулін                   |
| 1539 Борреллі (Borrelly)             | 1940 UB              | 29 жовтня 1940    | Обсерваторія Ніцци                         | Андре Патрі                   |
| 1540 Кевола (Kevola)                 | 1938 WK              | 16 листопада 1938 | Турку                                      | Отерма Люсі                   |
| 1541 Естонія (Estonia)               | 1939 CK              | 12 лютого 1939    | Турку                                      | Ірйо Вяйсяля                  |
| 1542 Шален (Schalen)                 | 1941 QE              | 26 серпня 1941    | Турку                                      | Ірйо Вяйсяля                  |
| 1543 Буржуа (Bourgeois)              | 1941 SJ              | 21 вересня 1941   | Королівська обсерваторія Бельгії           | Ежен Жозеф Дельпорт           |
| 1544 Вінтергансенія (Vinterhansenia) | 1941 UK              | 15 жовтня 1941    | Турку                                      | Люсі Отерма                   |
| 1545 Терное (Thernöe)                | 1941 UW              | 15 жовтня 1941    | Турку                                      | Люсі Отерма                   |
| 1546 Іжак (Izsak)                    | 1941 SG1             | 28 вересня 1941   | Обсерваторія Конколь                       | Дєрдь Кулін                   |
| 1547 Неле (Nele)                     | 1929 CZ              | 12 лютого 1929    | Королівська обсерваторія Бельгії           | Поль Буржуа                   |
| 1548 Паломаа (Palomaa)               | 1935 FK              | 26 березня 1935   | Турку                                      | Ірйо Вяйсяля                  |
| 1549 Мікко (Mikko)                   | 1937 GA              | 2 квітня 1937     | Турку                                      | Ірйо Вяйсяля                  |
| 1550 Тіто (Tito)                     | 1937 WD              | 29 листопада 1937 | Белград                                    | Мілорад Протіч                |
| 1551 Аргеландер (Argelander)         | 1938 DC1             | 24 лютого 1938    | Турку                                      | Ірйо Вяйсяля                  |
| 1552 Бессель (Bessel)                | 1938 DE1             | 24 лютого 1938    | Турку                                      | Ірйо Вяйсяля                  |
| 1553 Боєрсфельда (Bauersfelda)       | 1940 AD              | 13 січня 1940     | Обсерваторія Гейдельберг-Кеніґштуль        | К. В. Райнмут                 |
| 1554 Югославія (Yugoslavia)          | 1940 RE              | 6 вересня 1940    | Белград                                    | Мілорад Протіч                |
| 1555 Дежан (Dejan)                   | 1941 SA              | 15 вересня 1941   | Королівська обсерваторія Бельгії           | Фернан Ріґо                   |
| 1556 Вінґольфія (Wingolfia)          | 1942 AA              | 14 січня 1942     | Обсерваторія Гейдельберг-Кеніґштуль        | К. В. Райнмут                 |
| 1557 Рола (Roehla)                   | 1942 AD              | 14 січня 1942     | Обсерваторія Гейдельберг-Кеніґштуль        | К. В. Райнмут                 |
| 1558 Ярнефельт (Jarnefelt)           | 1942 BD              | 20 січня 1942     | Турку                                      | Отерма Люсі                   |
| 1559 Кустаанхеїмо (Kustaanheimo)     | 1942 BF              | 20 січня 1942     | Турку                                      | Отерма Люсі                   |
| 1560 Стреттонія (Strattonia)         | 1942 XB              | 3 грудня 1942     | Королівська обсерваторія Бельгії           | Ежен Жозеф Дельпорт           |
| 1561 Фріке (Fricke)                  | 1941 CG              | 15 лютого 1941    | Обсерваторія Гейдельберг-Кеніґштуль        | К. В. Райнмут                 |
| 1562 Ґондолатш (Gondolatsch)         | 1943 EE              | 9 березня 1943    | Обсерваторія Гейдельберг-Кеніґштуль        | К. В. Райнмут                 |
| 1563 Ноель (Noel)                    | 1943 EG              | 7 березня 1943    | Королівська обсерваторія Бельгії           | Сильвен Арен                  |
| 1564 Сербія (Srbija)                 | 1936 TB              | 15 жовтня 1936    | Белград                                    | Мілорад Протіч                |
| 1565 Леметр (Lemaitre)               | 1948 WA              | 25 листопада 1948 | Королівська обсерваторія Бельгії           | Сильвен Арен                  |
| 1566 Ікар (Icarus)                   | 1949 MA              | 27 червня 1949    | Паломарська обсерваторія                   | Вальтер Бааде                 |
| 1567 Алікоскі (Alikoski)             | 1941 HN              | 22 квітня 1941    | Турку                                      | Ірйо Вяйсяля                  |
| 1568 Айслін (Aisleen)                | 1946 QB              | 21 серпня 1946    | Республіканська обсерваторія Йоганнесбурга | Ернест Джонсон                |
| 1569 Евіта (Evita)                   | 1948 PA              | 3 серпня 1948     | Обсерваторія Ла-Плата                      | Міґель Іціґсон                |
| 1570 Брунонія (Brunonia)             | 1948 TX              | 9 жовтня 1948     | Королівська обсерваторія Бельгії           | Сильвен Арен                  |
| 1571 Ческо (Cesco)                   | 1950 FJ              | 20 березня 1950   | Обсерваторія Ла-Плата                      | Міґель Іціґсон                |
| 1572 Познанія (Posnania)             | 1949 SC              | 22 вересня 1949   | Познань                                    | Єжи Добжицький, Анджей Квієк  |
| 1573 Вяйсяля (Vaisala)               | 1949 UA              | 27 жовтня 1949    | Королівська обсерваторія Бельгії           | Сильвен Арен                  |
| 1574 Маєр (Meyer)                    | 1949 FD              | 22 березня 1949   | Алжирська обсерваторія                     | Луї Буаєр                     |
| 1575 Вініфред (Winifred)             | 1950 HH              | 20 квітня 1950    | Обсерваторія Ґете Лінка                    | Університет Індіани           |
| 1576 Фабіола (Fabiola)               | 1948 SA              | 30 вересня 1948   | Королівська обсерваторія Бельгії           | Сильвен Арен                  |
| 1577 Рейсс (Reiss)                   | 1949 BA              | 19 січня 1949     | Алжирська обсерваторія                     | Луї Буаєр                     |
| 1578 Kirkwood                        | 1951 AT              | 10 січня 1951     | Обсерваторія Ґете Лінка                    | Університет Індіани           |
| 1579 Геррік (Herrick)                | 1948 SB              | 30 вересня 1948   | Королівська обсерваторія Бельгії           | Сильвен Арен                  |
| 1580 Бетулія (Betulia)               | 1950 KA              | 22 травня 1950    | Республіканська обсерваторія Йоганнесбурга | Ернест Джонсон                |
| 1581 Абандерада (Abanderada)         | 1950 LA1             | 15 червня 1950    | Обсерваторія Ла-Плата                      | Міґель Іціґсон                |
| 1582 Мартір (Martir)                 | 1950 LY              | 15 червня 1950    | Обсерваторія Ла-Плата                      | Міґель Іціґсон                |
| 1583 Antilochus                      | 1950 SA              | 19 вересня 1950   | Королівська обсерваторія Бельгії           | Сильвен Арен                  |
| 1584 Фудзі (Fuji)                    | 1927 CR              | 7 лютого 1927     | Токіо                                      | Окуро Оїкава                  |
| 1585 Юніон (Union)                   | 1947 RG              | 7 вересня 1947    | Республіканська обсерваторія Йоганнесбурга | Ернест Джонсон                |
| 1586 Тіле (Thiele)                   | 1939 CJ              | 13 лютого 1939    | Гамбурзька обсерваторія                    | Арно Артур Вахман             |
| 1587 Карштедт (Kahrstedt)            | 1933 FS1             | 25 березня 1933   | Обсерваторія Гейдельберг-Кеніґштуль        | К. В. Райнмут                 |
| 1588 Дескамісада (Descamisada)       | 1951 MH              | 27 червня 1951    | Обсерваторія Ла-Плата                      | Міґель Іціґсон                |
| 1589 Фанатіка (Fanatica)             | 1950 RK              | 13 вересня 1950   | Обсерваторія Ла-Плата                      | Міґель Іціґсон                |
| 1590 Ціолковська (Tsiolkovskaja)     | 1933 NA              | 1 липня 1933      | Сімеїз                                     | Григорій Неуймін              |
| 1591 Бейз (Baize)                    | 1951 KA              | 31 травня 1951    | Королівська обсерваторія Бельгії           | Сильвен Арен                  |
| 1592 Матьє (Mathieu)                 | 1951 LA              | 1 червня 1951     | Королівська обсерваторія Бельгії           | Сильвен Арен                  |
| 1593 Fagnes                          | 1951 LB              | 1 червня 1951     | Королівська обсерваторія Бельгії           | Сильвен Арен                  |
| 1594 Данжон (Danjon)                 | 1949 WA              | 23 листопада 1949 | Алжирська обсерваторія                     | Луї Буаєр                     |
| 1595 Танга (Tanga)                   | 1930 ME              | 19 червня 1930    | Республіканська обсерваторія Йоганнесбурга | Сиріл Джексон, Гарі Едвін Вуд |
| 1596 Іціґсон (Itzigsohn)             | 1951 EV              | 8 березня 1951    | Обсерваторія Ла-Плата                      | Міґель Іціґсон                |
| 1597 Лог'є (Laugier)                 | 1949 EB              | 7 березня 1949    | Алжирська обсерваторія                     | Луї Буаєр                     |
| 1598 Пальок (Paloque)                | 1950 CA              | 11 лютого 1950    | Алжирська обсерваторія                     | Луї Буаєр                     |
| 1599 Джіомус (Giomus)                | 1950 WA              | 17 листопада 1950 | Алжирська обсерваторія                     | Луї Буаєр                     |
| 1600 Висоцький (Vyssotsky)           | 1947 UC              | 22 жовтня 1947    | Обсерваторія Лік                           | Карл Альвар Віртанен          |